# Super League 2021-2022 (India)
La Indian Super League 2021-2022, chiamata ufficialmente 2021-2022 Hero Indian Super League per ragioni di sponsorizzazione, è stata l'ottava edizione della Super League, uno dei principali campionati del calcio indiano.

## Stagione

### Aggiornamenti
Il comitato esecutivo dell'AIFF ha deciso di implementare la regola 3+1 in I-League e ha discusso per implementarla anche nella Super League dalla stagione 2021-2022. L'FSDL, accettando i suggerimenti del comitato esecutivo AIFF, ha apportato modifiche significative alla registrazione dei giocatori e al numero di giocatori stranieri nella squadra applicabile dalla stagione 2021-22 della Super League indiana.  Le modifiche sono state apportate tenendo conto del regolamento delle competizioni AFC che seguono la regola dei giocatori stranieri 3+1 e per dare più possibilità ai giocatori nazionali del campionato. Le modifiche apportate sono le seguenti:
- Un club può ingaggiare un massimo di sei stranieri in squadra, incluso un giocatore di origine asiatica obbligatorio, con quattro stranieri in campo.
- Una diminuzione del numero di giocatori stranieri da 5 a 4 impone ai club di avere un minimo di sette 7 giocatori indiani in campo in qualsiasi momento.
- Un club ha anche la possibilità di ingaggiare un giocatore straniero all'interno delle classifiche approvate dalla Lega.
- I club aumenteranno l'acquisto di giocatori di sviluppo da un minimo di 2 a 4, pur continuando ad avere 2 di tali giocatori di sviluppo che fanno parte della squadra del giorno della partita.
- Un club può avere una rosa massima di 35 giocatori, con 3 portieri registrati.
- Un club può anche avere un sostituto per infortunio per un giocatore indiano (al di fuori del massimo 35 giocatori registrati).
- Il tetto salariale della squadra rimane a INR 16.5 crore per la stagione 2021-22.[3]

## Squadre partecipanti e allenatori

### Squadre partecipanti, stadi e sponsor
| Club            | Stagione | Città       | Stadio                           | Stagione precedente                                                                           |
| --------------- | -------- | ----------- | -------------------------------- | --------------------------------------------------------------------------------------------- |
| ATK Mohun Bagan | dettagli | Calcutta    | Salt Lake Stadium                | 2ª Classificata, finalista di play-off contro Mumbai City                                     |
| Bengaluru       | dettagli | Bengaluru   | Sree Kanteerava Stadium          | 7ª Classificata, semifinalista di play-off.                                                   |
| Chennaiyin      | dettagli | Chennai     | Marina Arena                     | 8ª Classificata.                                                                              |
| East Bengal     | dettagli | Calcutta    | Salt Lake Stadium                | 9ª Classificata.                                                                              |
| FC Goa          | dettagli | Goa         | Fatorda Stadium                  | 4ª Classificata, semifinalista di play-off.                                                   |
| Hyderabad       | dettagli | Hyderabad   | GMC Balayogi Stadium             | 5ª Classificata.                                                                              |
| Jamshedpur      | dettagli | Jamshedpur  | JRD Tata Sports Complex          | 6ª Classificata.                                                                              |
| Kerala Blasters | dettagli | Kochi       | Jawaharlal Nehru Stadium (Kochi) | 10ª Classificata.                                                                             |
| Mumbai City     | dettagli | Mumbai      | Mumbai Football Arena            | 1ª Classificata, finalista di play-off contro ATK Mohun Bagan Vincitrice Indian Super League. |
| NorthEast Utd   | dettagli | Guwahati    | Indira Gandhi Athletic Stadium   | 3ª Classificata, semifinalista di play-off.                                                   |
| Odisha          | dettagli | Bhubaneswar | Kalinga Stadium                  | 11ª Classificata.                                                                             |

### Allenatori
| Club            | Allenatore                 | In carica dal    | Vice-allenatore        | Vice-allenatore indiano |
| --------------- | -------------------------- | ---------------- | ---------------------- | ----------------------- |
| ATK Mohun Bagan | Juan Ferrando              | 20 dicembre 2021 | Manuel Cascallana      | Sanjoy Sen              |
| Bengaluru       | Marco Pezzaiuoli           | 31 marzo 2021    | Javier Pinillos        | Naushad Moosa           |
| Chennaiyin      | Syed Sabir Pasha (Interim) | 11 febbraio 2022 |                        |                         |
| East Bengal     | Mario Rivera               | 1 gennaio 2022   |                        | Renedy Singh            |
| FC Goa          | Derrick Pereira            | 21 dicembre 2021 | Konstantinos Rostantis | Clifford Miranda        |
| Hyderabad       | Manuel Marquez             | 31 agosto 2020   | Benito Montalvo        | Thangboi Singto         |
| Jamshedpur      | Owen Coyle                 | 6 agosto 2020    | Sandy Stewart          | Noel Wilson             |
| Kerala Blasters | Ivan Vukomanović           | 17 giugno 2021   | Patrick Van Kets       | Ishfaq Ahmed            |
| Mumbai City     | Des Buckingham             | 8 ottobre 2021   | Hiroshi Miyazawa       | Anthony Fernandes       |
| NorthEast Utd   | Khalid Jamil               | 12 gennaio 2021  |                        | Alison Kharsyntiew      |
| Odisha          | Kino Sanchez (Interim)     | 14 gennaio 2022  |                        | Anshul Katiyar          |

#### Cambio di allenatore
| Squadra         | Allenatore in uscita | Motivo     | Dal              | Fino al          | Allenatore in entrata      | A partire dal    |
| --------------- | -------------------- | ---------- | ---------------- | ---------------- | -------------------------- | ---------------- |
| ATK Mohun Bagan | Antonio López Habas  | Esonero    | 2 maggio 2019    | 18 dicembre 2021 | Juan Ferrando              | 20 dicembre 2021 |
| FC Goa          | Juan Ferrando        | Dimissioni | 30 aprile 2020   | 20 dicembre 2021 | Derrick Pereira            | 21 dicembre 2021 |
| East Bengal     | Manolo Díaz          | Esonero    | 8 settembre 2021 | 31 dicembre 2021 | Mario Rivera               | 1 gennaio 2022   |
| Odisha          | Kiko Ramírez         | Esonero    | 20 luglio 2021   | 14 gennaio 2022  | Kino Sanchez (Interim)     | 14 gennaio 2022  |
| Chennaiyin      | Božidar Bandović     | Esonero    | 11 luglio 2021   | 11 febbraio 2022 | Syed Sabir Pasha (Interim) | 11 febbraio 2022 |

##### Post stagione
| Squadra | Allenatore in uscita | Motivo                      | Dal              | Fino al        | Allenatore in entrata | A partire dal  |
| ------- | -------------------- | --------------------------- | ---------------- | -------------- | --------------------- | -------------- |
| FC Goa  | Derrick Pereira      | Fine del periodo ad interim | 21 dicembre 2021 | 16 aprile 2022 | Carlos González Peña  | 16 aprile 2022 |

## Giocatori stranieri
Il numero di giocatori stranieri ammessi in una squadra è di minimo cinque e massimo sei. Tuttavia, il numero massimo di giocatori stranieri ammessi in campo è quattro.
| Squadra          | Giocatore 1         | Giocatore 2    | Giocatore 3        | Giocatore 4     | Giocatore 5     | Giocatore AFC       |
| ---------------- | ------------------- | -------------- | ------------------ | --------------- | --------------- | ------------------- |
| ATK Mohun Bagan  | Roy Krishna         | Joni Kauko     | Carl McHugh        | Tiri            | Hugo Boumous    | David Joel Williams |
| Bengaluru        | Cleiton Silva       | Alan Costa     | Prince Ibara       | Bruno Ramires   | Yaya Banana     | Iman Basafa         |
| Chennaiyin       | Slavko Damjanović   | Ariel Borysiuk | Łukasz Gikiewicz   | Vladimir Koman  | Nerijus Valskis | Mirlan Murzaev      |
| East Bengal      | Antonio Perošević   | Franjo Prce    | Darren Sidoel      | Marcelo Ribeiro | Fran Sota       |                     |
| Goa              | Alberto Noguera     | Edu Bedia      | Iván González      | Airam Cabrera   |                 | Dylan Fox           |
| Hyderabad        | Bartholomew Ogbeche | João Victor    | Juanan             | Javier Siverio  | Khassa Camara   | Joel Chianese       |
| Jamshedpur       | Peter Hartley       | Eli Sabiá      | Alex               | Greg Stewart    | Daniel Chima    | Jordan Murray       |
| Kerala Blasters  | Adrián Luna         | Enes Sipović   | Jorge Pereyra Díaz | Álvaro Vázquez  | Marko Lešković  | Chencho Gyeltshen   |
| Mumbai City      | Ahmed Jahouh        | Mourtada Fall  | Igor Angulo        | Cassinho        | Diego Maurício  | Brad Inman          |
| NorthEast United | Hernán Santana      | Deshorn Brown  | Marcelinho         | Marco Sahanek   | Zakaria Diallo  | Patrick Flottmann   |
| Odisha           | Víctor Mongil       | Javi Hernández | Héctor Rodas       | Aridai Cabrera  | Jonathas        | Liridon Krasniqi    |

## Classifica
|                  | Pos. | Squadra         | Pt | G  | V  | N | P  | GF | GS | DR  |
| ---------------- | ---- | --------------- | -- | -- | -- | - | -- | -- | -- | --- |
|                  | 1.   | Jamshedpur      | 43 | 20 | 13 | 4 | 3  | 42 | 21 | +21 |
| India (bandiera) | 2.   | Hyderabad       | 38 | 20 | 11 | 5 | 4  | 43 | 23 | +20 |
|                  | 3.   | ATK Mohun Bagan | 37 | 20 | 10 | 7 | 3  | 37 | 26 | +11 |
|                  | 4.   | Kerala Blasters | 34 | 20 | 9  | 7 | 4  | 34 | 24 | +10 |
|                  | 5.   | Mumbai City     | 31 | 20 | 9  | 4 | 7  | 36 | 31 | +5  |
|                  | 6.   | Bengaluru       | 29 | 20 | 8  | 5 | 7  | 32 | 27 | +5  |
|                  | 7.   | Odisha          | 23 | 20 | 6  | 5 | 9  | 31 | 43 | -12 |
|                  | 8.   | Chennaiyin      | 20 | 20 | 5  | 5 | 10 | 17 | 35 | -18 |
|                  | 9.   | FC Goa          | 19 | 20 | 4  | 7 | 9  | 29 | 35 | -6  |
|                  | 10.  | NorthEast Utd   | 14 | 20 | 3  | 5 | 12 | 25 | 43 | -16 |
|                  | 11.  | East Bengal     | 11 | 20 | 1  | 8 | 11 | 18 | 36 | -18 |

Legenda::
       Campione dell'Indian Super League e  ammessa alla fase a gironi dell'AFC Champions League 2023.
      Ammesse ai Play-off.
      Ammessa alla fase a gironi dell'AFC Champions League 2023.
      Ammesse alla fase di eliminazione diretta della Super Cup 2023.
      Ammesse alla qualificazione della Super Cup 2023.

## Spareggi

### Play-off

#### Tabellone
|  | Semifinali | Semifinali      | Semifinali | Semifinali | Semifinali |  |  | Finale | Finale          | Finale | Finale | Finale |  |
|  |            |                 |            |            |            |  |  |        |                 |        |        |        |  |
|  | 1          | Jamshedpur      | 0          | 1          | 1          |  |  |        |                 |        |        |        |  |
|  | 4          | Kerala Blasters | 1          | 1          | 2          |  |  | 4      | Kerala Blasters | 1 (1)  | -      | -      |  |
|  | 2          | Hyderabad       | 3          | 0          | 3          |  |  | 2      | Hyderabad (dcr) | 1 (3)  | -      | -      |  |
|  | 3          | ATK Mohun Bagan | 1          | 1          | 2          |  |  |        |                 |        |        |        |  |

## Statistiche

### Squadre

#### Classifica in divenire
|                  | 1ª | 2ª | 3ª | 4ª | 5ª | 6ª | 7ª | 8ª | 9ª | 10ª | 11ª | 12ª | 13ª | 14ª | 15ª | 16ª | 17ª | 18ª | 19ª | 20ª | 21ª | 22ª |
| ---------------- | -- | -- | -- | -- | -- | -- | -- | -- | -- | --- | --- | --- | --- | --- | --- | --- | --- | --- | --- | --- | --- | --- |
| ATK Mohun Bagan  | 3  | 6  | 6  | 6  | 7  | 7  | 8  | 11 | 14 | 15  | 16  | 16  | 19  | 20  | 23  | 24  | 27  | 28  | 28  | 31  | 34  | 37  |
| Bengaluru        | 3  | 3  | 4  | 4  | 4  | 4  | 5  | 6  | 9  | 10  | 10  | 13  | 13  | 14  | 17  | 20  | 23  | 23  | 26  | 29  | 29  | 29  |
| Chennaiyin       | 3  | 3  | 6  | 7  | 8  | 8  | 11 | 11 | 11 | 14  | 14  | 15  | 15  | 18  | 18  | 19  | 19  | 19  | 19  | 19  | 20  | 20  |
| East Bengal      | 1  | 1  | 1  | 2  | 2  | 3  | 3  | 4  | 4  | 5   | 6   | 6   | 9   | 9   | 9   | 10  | 10  | 10  | 11  | 11  | 11  | 11  |
| FC Goa           | 0  | 0  | 0  | 0  | 3  | 6  | 7  | 8  | 8  | 9   | 12  | 13  | 13  | 14  | 14  | 15  | 15  | 18  | 18  | 18  | 18  | 19  |
| Hyderabad        | 0  | 3  | 4  | 4  | 7  | 10 | 11 | 12 | 15 | 16  | 16  | 17  | 17  | 20  | 23  | 26  | 26  | 26  | 29  | 32  | 35  | 38  |
| Jamshedpur       | 1  | 4  | 5  | 8  | 8  | 11 | 11 | 12 | 13 | 13  | 16  | 19  | 22  | 25  | 28  | 28  | 28  | 31  | 34  | 37  | 40  | 43  |
| Kerala Blasters  | 0  | 1  | 2  | 5  | 5  | 6  | 9  | 12 | 13 | 14  | 17  | 20  | 23  | 24  | 24  | 24  | 27  | 27  | 30  | 33  | 33  | 34  |
| Mumbai City      | 3  | 3  | 6  | 9  | 12 | 15 | 15 | 15 | 16 | 16  | 17  | 17  | 17  | 17  | 18  | 19  | 22  | 25  | 25  | 28  | 28  | 31  |
| NorthEast United | 0  | 1  | 1  | 4  | 4  | 4  | 7  | 7  | 8  | 8   | 8   | 9   | 9   | 9   | 10  | 10  | 10  | 13  | 14  | 14  | 14  | 14  |
| Odisha           | 0  | 3  | 6  | 6  | 9  | 9  | 9  | 10 | 10 | 13  | 14  | 14  | 17  | 17  | 17  | 18  | 21  | 22  | 22  | 22  | 23  | 23  |

### Primati stagionali

#### Squadre
- Maggior numero di vittorie: Jamshedpur (13)
- Minor numero di sconfitte: ATK Mohun Bagan, Jamshedpur (3)
- Miglior attacco: Hyderabad (43)
- Miglior difesa: Jamshedpur (21)
- Miglior differenza reti: Jamshedpur (+21)
- Maggior numero di pareggi: East Bengal (8)
- Minor numero di pareggi: Jamshedpur, Mumbai City (4)
- Partita con più spettatori: Hyderabad 1–1 Kerala Blasters (11.500) (20 marzo 2022)
- Partita con meno spettatori:
- Media spettatori:
- Minor numero di vittorie: East Bengal (1)
- Maggior numero di sconfitte: NorthEast Utd (12)
- Peggior attacco: East Bengal (18)
- Peggior difesa: NorthEast Utd, Odisha (43)
- Peggior differenza reti: Chennaiyin, East Bengal (-18)
- Partita con più reti: Odisha 6–4 East Bengal (30 novembre 2021)
- Partita con maggiore scarto di gol: NorthEast Utd 0–5 Hyderabad (31 gennaio 2022), Chennaiyin 0–5 Goa (9 febbraio 2022)
- Miglior serie positiva: Jamshedpur (5)
- Peggior serie negativa: Chennaiyin (4)

### Individuali

#### Classifica marcatori
Aggiornata al 20 marzo 2022.
| Gol | Rigori |  | Giocatore           | Squadra          |
| --- | ------ |  | ------------------- | ---------------- |
| 18  | 0      |  | Bartholomew Ogbeche | Hyderabad        |
| 10  | 2      |  | Igor Angulo         | Mumbai City      |
| 10  | 3      |  | Greg Stewart        | Jamshedpur       |
| 9   | 0      |  | Daniel Chima        | Jamshedpur       |
| 9   | 3      |  | Cleiton Silva       | Bengaluru        |
| 8   | 0      |  | Liston Colaco       | ATK Mohun Bagan  |
| 8   | 1      |  | Jonathas            | Odisha           |
| 8   | 1      |  | Jorge Ortiz Mendoza | Goa              |
| 8   | 1      |  | Álvaro Vázquez      | Kerala Blasters  |
| 8   | 2      |  | Jorge Pereyra Díaz  | Kerala Blasters  |
| 7   | 0      |  | Deshorn Brown       | NorthEast United |
| 7   | 0      |  | Javier Siverio      | Hyderabad        |
| 7   | 2      |  | Roy Krishna         | ATK Mohun Bagan  |
| 6   | 0      |  | Javi Hernández      | Odisha           |
| 6   | 0      |  | Bipin Singh         | Mumbai City      |
| 6   | 0      |  | Manvir Singh        | ATK Mohun Bagan  |
| 6   | 0      |  | Sahal Abdul Samad   | Kerala Blasters  |
| 6   | 0      |  | Adrián Luna         | Kerala Blasters  |
| 6   | 1      |  | Airam Cabrera       | Goa              |